# Lord del Sello Privado
El lord del Sello Privado (en inglés: Lord Privy Seal, también llamado lord guardián del Sello Privado) es quinto en rango de los grandes oficiales de Estado en el Reino Unido, después del lord presidente del Consejo y antes del lord gran chambelán. Antiguamente, su titular era el responsable del sello personal (privado) del monarca (en comparación con el Gran Sello Real, que es responsabilidad del lord canciller). En la actualidad el titular del cargo ocupa un puesto en el Gabinete.
Aunque es uno de los cargos más antiguos del gobierno, no cumple una función importante en la actualidad, por lo que el cargo, generalmente, ha sido utilizado como una suerte de ministro sin cartera. Desde el gobierno de Clement Attlee, el puesto de lord del Sello Privado, con frecuencia, ha sido utilizado por el presidente de la Cámara de los Lores o el presidente de la Cámara de los Comunes.
Durante el reinado de Eduardo I, antes de 1307, el Sello Privado era resguardado por otro funcionario.

## Lores del Sello Privado (2001-2024)
- Gareth Williams, barón Williams de Mostyn, 2001–2003.
- Peter Hain, 2003–2005.
- Geoff Hoon, 2005–2006.
- John Whitaker Straw, 2006–2007.
- Harriet Harman, 2007–2010.
- George Young, 2010–2012.
- Andrew Lansley, 2012-2014.[1]
- Tina Stowell, 2014-2016.[2]
- Natalie Evans, 2016-2022.[2]
- Nicholas True, 2022-2024
- Baronesa Smith de Basildon, 2024-